# Aristolochia macrophylla

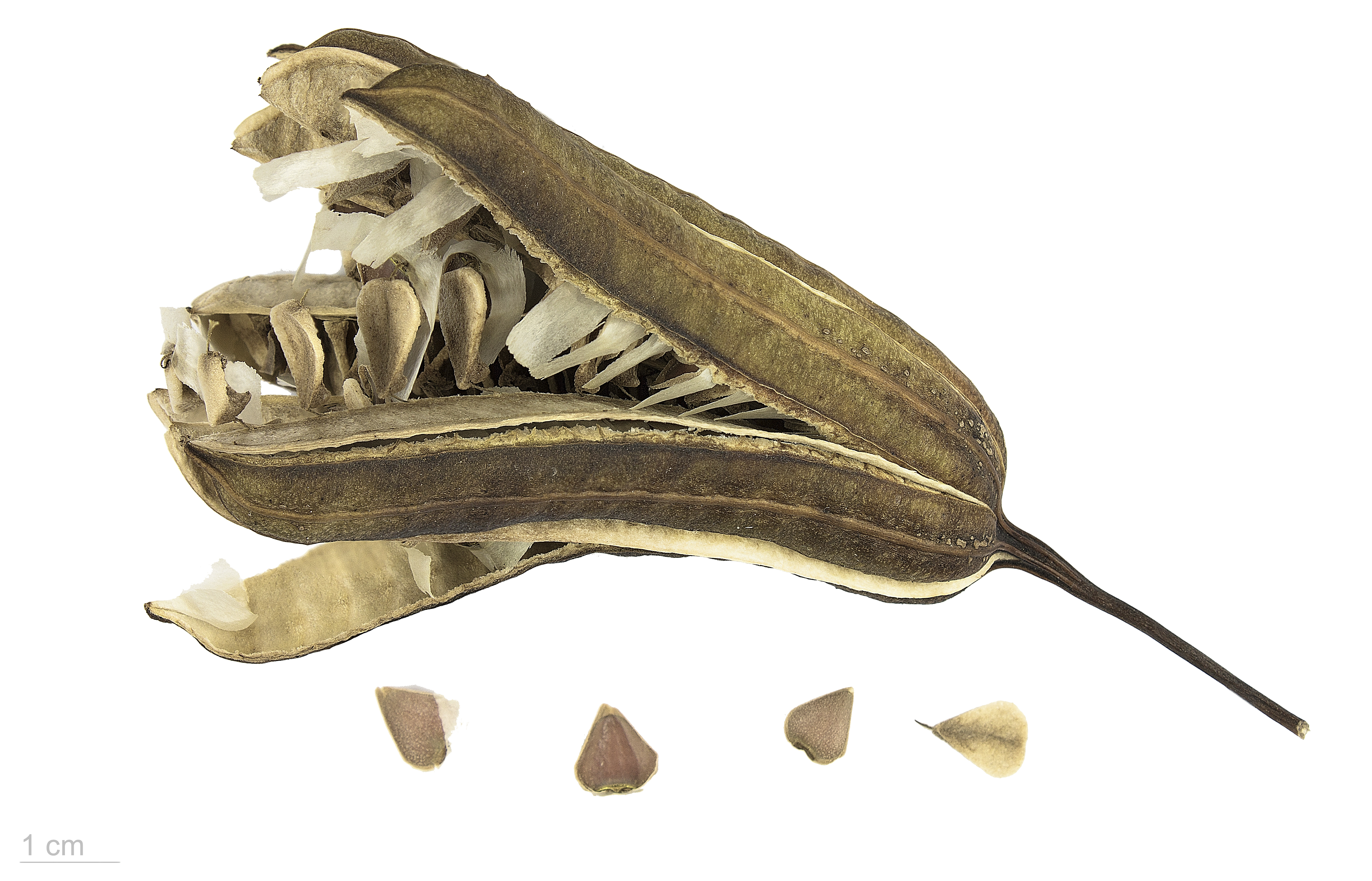

Aristolochia macrophylla is een grote klimplant uit de pijpbloemfamilie. Het is een van de Aristolochia-soorten die in het Engels Dutchman's pipe genoemd worden.
Aan de naam kleeft een historie van verwarring. De soort werd door Jean-Baptiste de Lamarck in 1783 beschreven en benoemd als Aristolochia macrophylla. Een vergelijkbaar uitziende plant maar met andere bloemen was in 1770 beschreven door John Hill. Deze soort werd door Alfred Rehder voor dezelfde soort gehouden als die van Lamarck, en de soort raakte in de Verenigde Staten bekend als Aristolochia durior Hill, de naam die prioriteit heeft als met beide namen dezelfde soort wordt bedoeld. Howard William Pfeifer concludeerde echter in een in 1962 gepubliceerd onderzoek dat de door Hill benoemde soort niet dezelfde is als Aristolochia macrophylla Lam. maar mogelijk Bignonia capreolata L.. Aristolochia durior is dan een misapplied name voor Aristolochia macrophylla, geen synoniem.

## Beschrijving
De plant bloeit van mei tot juli met paarse tot geelachtige pijpvormige bloemen. De bladen zijn hartvormig. De klimhoogte is tot 9 meter.

## Verspreiding
De plant komt onder andere voor in moerasachtige bossen. Ze is inheems in Noord-Amerika.